# Borghetto di Grottaferrata
Il Borghetto di Grottaferrata è una fortificazione medioevale, oggi in rovina, situata nel territorio di Grottaferrata in provincia di Roma, nell'area dei Castelli Romani, al decimo miglio della via Anagnina.

## Descrizione
La prima menzione del castello è considerata risalente al 23 maggio 1140, in ricorso dei monaci dell'Abbazia di Grottaferrata contro i conti di Tuscolo: viene menzionata una taberna in burgis de Tuscolana, ufficialmente ritenuta sita nel Borghetto di Grottaferrata.Quindi il castello venne probabilmente fondato dai conti di Tuscolo nel X secolo, sul tracciato della Via Anagnina, e l'imposizione di una tassa sul passaggio per il Borghetto comportò l'abbandono della strada in età medioevale.
Nel 1269 il castello è definito Burgus Annibaldi, ed è di proprietà della famiglia Annibaldi. Nel 1303 viene chiamato castrum quod dicitur Monsformelli: questo nome deriverebbe da una piccola forma, cioè un piccolo cunicolo, che attraversa il colle su cui sorge la fortezza e che faceva verosimilmente parte dell'Acquedotto dell'Aqua Crabra, acquedotto romano.
Dall'inizio del Trecento viene chiamato Mons Frenelli; e dal 1382 passa alla proprietà dei Savelli, e nel 1417 il cardinal Iacopo Isolani, Legato Apostolico, esonera gli abitanti del tenimentum castri burgi Frenelli dal pagamento delle tasse, causa la loro incipiente miseria.
Nel 1431 il Borghetto è assidiato dal capitano aragonese Giacomo Caldora; nel 1435 dal comandante pontificio Orsini, che lo assedia per scacciarvi il capitano ribelle Antonio da Pontedera; l'anno seguente, nel 1436, il cardinale Giovanni Maria Vitelleschi, a capo delle milizie di papa Eugenio IV, distrugge Borghetto insieme con Albano e Castel Savello, tutti feudi della famiglia Savelli.
Dal 1447 il castello è chiamato castrum Burgetti o Burghetti, e nel 1473 viene ceduto dai Savelli all'Abbazia di Grottaferrata in cambio del feudo di Ariccia, possesso dei monaci. Così il castello entra a far parte del complesso di avamposti difensivi dell'abbazia.
Nel XVI secolo così si parla del Borghetto:
Il fortilizio aveva 13 torri quadrangolari ed un ampio recinto murario, che resta ancor oggi in buona parte conservato.